# World War Live: Battle of the Baltic Sea
A World War Live: Battle of the Baltic Sea a svéd Sabaton power metal zenekar első koncertlemeze, mely 2011. augusztus 5-én jelent meg 2CD formátumban. Az exkluzív digibook formátum pedig 2CD+DVD csomagolásban kapható.
Az album első CD-jét a 2010-es Sabaton Cruise hajón rögzítették, második CD-jét pedig a World War turné különböző 2010-es európai állomásain. A bónusz DVD-n az együttes 2008-as Rockstad faluni koncertje található, valamint 3 videóklip a Coat of Arms albumról (Coat of Arms, Screaming Eagles, Uprising).

## Az album dalai
Első CD (Rögzítve a 2010-es decemberi Sabaton Cruise hajón)
1. Intro - 1:20
2. Ghost Division - 3:53
3. Uprising - 6:06
4. Aces in Exile - 6:05
5. Cliffs of Gallipoli - 6:33
6. White Death - 5:32
7. Swedish Pagans - 6:17
8. Wolfpack - 5:47
9. 40:1 - 5:41
10. The Art of War - 5:39
11. Attero Dominatus - 4:49
12. The Price of a Mile - 6:26
13. Primo Victoria - 5:00
14. Metal Medley - 5:09
15. Dead Soldier's Waltz (Outro) - 2:46

Második CD (Rögzítve 2010-ben a World War turné európai állomásain)
1. Screaming Eagles - 4:27
2. Coat of Arms - 3:16
3. Into the Fire - 3:18
4. Talvisota - 3:34
5. The Final Solution - 5:36
6. Back in Control - 3:54
7. Panzerkampf - 5:27
8. 7734 - 3:49
9. Hellrider - 4:00
10. Panzer Battalion - 5:01
11. Rise of Evil - 7:51
12. 40:1 - 4:33

Bónusz DVD (Rögzítve a 2008-as Rockstad faluni fesztiválon)
1. Ghost Division - 5:12
2. The Art of War - 5:43
3. Into the Fire - 4:02
4. Nuclear Attack - 6:10
5. Rise of Evil - 9:36
6. 40:1 - 5:38
7. Wolfpack - 4:59
8. Panzer Battalion - 5:02
9. Price of a Mile - 6:59
10. In the Name of God - 4:13
11. Union - 5:36
12. A Light in the Black - 8:42
13. Primo Victoria - 5:22
14. Cliffs of Gallipoli - 7:23
15. Attero Dominatus - 6:06
16. Metal Medley (Metal Machine/Metal Crüe) - 6:27

+ 3 videóklip a Coat of Arms albumról:
1. Coat of Arms - 3:33
2. Screaming Eagles - 4:54
3. Uprising - 4:30

## Közreműködők
- Joakim Brodén – ének
- Rikard Sundén – gitár, vokál
- Oskar Montelius – gitár, vokál
- Pär Sundström – basszusgitár
- Daniel Mullback – dob, vokál
- Daniel Mÿhr – billentyűs, vokál

## Külső hivatkozások
- Az együttes hivatalos oldala (angolul)
- metal-archives.com
- Sabaton dalszövegek (angolul)